# Бодирлау, Кристиан
Кристиан Бодирлау (род. 20 января 1990) — румынский самбист и дзюдоист, 10-кратный чемпион Румынии по дзюдо, победитель и призёр розыгрышей Кубка Румынии по дзюдо, призёр чемпионатов Европы по самбо, призёр Кубка мира по самбо, призёр чемпионата мира по пляжному самбо, призёр этапов Кубка Европы по дзюдо, призёр чемпионата Европы по дзюдо среди полицейских. В дзюдо выступал в полусредней (до 81 кг) и средней (до 90 кг) весовых категориях. 10 раз становился чемпионом Румынии по дзюдо, дважды был серебряным призёром национального чемпионата и трижды — бронзовым.

## Спортивные результаты
- Чемпионат Румынии по дзюдо 2007 года — ;
- Чемпионат Румынии по дзюдо 2009 года — ;
- Чемпионат Румынии по дзюдо 2010 года —  (абсолютная категория);
- Чемпионат Румынии по дзюдо 2010 года — ;
- Чемпионат Румынии по дзюдо 2011 года — ;
- Чемпионат Румынии по дзюдо 2012 года — ;
- Чемпионат Румынии по дзюдо 2013 года — ;
- Чемпионат Румынии по дзюдо 2014 года — ;
- Чемпионат Румынии по дзюдо 2015 года — ;
- Чемпионат Румынии по дзюдо 2016 года — ;
- Чемпионат Румынии по дзюдо 2017 года — ;
- Чемпионат Румынии по дзюдо 2018 года — ;
- Чемпионат Румынии по дзюдо 2019 года — ;
- Чемпионат Румынии по дзюдо 2019 года —  (абсолютная категория);
- Чемпионат Румынии по дзюдо 2020 года — ;